# Manos dentro de la ciudad
Manos dentro de la ciudad  (en italiano Le mani dentro la città)  es una serie de televisión italiana, transmitida desde el 14 de marzo de 2014 en Canale 5 de Italia. En 2014, Pietro Valsecchi y Taodue anunciaron la producción de una segunda temporada, que constaba de seis episodios. Más tarde, debido a una audiencia insatisfactoria, Mediaset decidió no producir más episodios.

## Trama
Las inspecciones de la comisaria Viola Mantovani (interpretada por Simona Cavallari) comienzan cuando una niña es encontrada muerta en Trebbiate (una aldea imaginaria de Milán) debido a sobredosis. La llegada del inspector Benevento (Giuseppe Zeno) cambia la pista que el equipo de Viola estaba siguiendo: según él, está bajo la mano asesina de la familia Marruso, afines a la más poderosa 'Ndrangheta (organización criminal) de Lombardía. Carmine Marruso (Andrea Tidona) quiere cerrar la fábrica más productiva de Trebbiate, donde trabaja Mario Mantovani, padre del protagonista.

## Episodios
| TEMPORADA         | EPISODIOS | ESTRENO TV |
| Primera temporada | 12        | 2014       |

## Personajes y actores
- La comisaria Viola Mantovani, interpretada por Simona Cavallari (temporada 1). Es la jefa de policía de Trebbiate Milanese, huérfana de su madre y está flanqueada por el inspector Benevento
- Inspector Michele Benevento, interpretado por Giuseppe Zeno (temporada 1).  Es un policía de origen calabrés, que durante años ha estado buscando venganza contra el jefe de la 'Ndrangheta Carmine Marruso. Él había tenido una relación romántica con la hija de Marruso, Ágata, quien fue asesinada por orden de su padre.
- Vicerrector Diolosa, interpretado por Ninni Bruschetta (temporada 1).  Es el jefe de policía asistente que respeta las leyes.
- Gabriele Ercolani "Vesuvio", inspector, interpretado por Massimiliano Gallo (temporada 1).  Es un policía originario de Nápoles, donde ya había trabajado con Benevento durante diez años en la 'Ndrangheta.
- Excelente agente Duccio Pinchera, interpretado por Denis Fasolo (temporada 1).  Es un policía animado y siempre va en pareja pareja con su colega Giulia Ventura, pero desde la muerte de esta última, Pichera permanece deprimido.
- Agente Giulia Ventura, interpretada por Viola Sartoretto (temporada 1).  Es una mujer policía normal que decide infiltrarse en las instalaciones de Pinuccio, pero es asesinada por el mismo después de que una mujer local la descubriera.
- Carmine Marruso, interpretado por Andrea Tidona (temporada 1).  Es el jefe de la 'Ndrangheta de Milán, en la que se mudó durante 20 años, es herido en un restaurante por un asesino contratado por el hijo de un trabajador y muere suicidándose en su bañera.
- Teresa Marruso, interpretada por Daniela Giordano (temporada 1).  Es la esposa de Carmine Marruso.
- Giuseppe Pinuccio Marruso, interpretado por Marco Rossetti (temporada 1).  Es el segundo hijo de Carmine Marruso. Pinuccio es un hombre violento capaz asumir el cargo de su padre, también es el propietario de un local en Milán llamado Número Uno. A pesar de todo, a él le importa la familia y cuando falta su padre, él sufre mucho. Es incriminado por su hermano Fulvio y termina en la cárcel.
- Fulvio Marruso, interpretado por Giulio Beranek (temporada 1).  Es el tercer hijo de Carmine Marruso, estudia economía en Londres, pero ha tomado el cargo de su padre después de su muerte y ha arrestado a su hermano.
- Maria Marruso, interpretada por Daniela Marra (temporada 1).  Es la hija más joven de Carmine Marruso, que se casó con Nicola Nuzzo, el hijo del otro jefe de la 'Ndrangheta. Cuando su esposo es asesinado por Pinuccio, María da a luz a Nicola jr, con el mismo nombre de su padre asesinado. Es asesinada y disuelta en ácido por orden de Fluvio.
- Roberto Pagani, alcalde, interpretado por Massimo Bonetti (temporada 1)
- Mario Mantovani, interpretado por Luigi Montini (temporada 1)
- Gaetano Ferrandino, interpretado por Sergio Solli (temporada 1)

## Producción
La productora de la serie es Taodue de Pietro Valsecchi, que ha producido muchas otras películas de ficción exitosas del mismo género policíaco. Un ejemplo es Squadra antimafia - Palermo hoy, que comparte con Manos dentro de la ciudad a la actriz principal Simona Cavallari, con el papel de Comisaria Mantovani. En este sentido, Cavallari declaró: "Para distinguir a Viola Mantovani de Claudia Mares de" Squadra Antimafia "corté los pantalones cortos. Esta es una historia completamente diferente, que le dice a otro tipo de delincuente: el que envía a sus hijos a estudiar economía y finanzas en Londres". El grupo de guionistas, sin embargo, es el mismo que Il clan dei Camorristi, que presentó a Giuseppe Zeno (también visto en la tercera temporada de "Escuadrón Antimafia - Palermo hoy" en el papel del camorrista Vito Portanova). Además, "Manos dentro de la ciudad" es el último capítulo en orden cronológico de lo que podemos llamar una crónica de ficción real de la Italia criminal, comenzada con Il capo dei capi en 2007. Valsecchi definió la serie como "Un fresco norte de Italia, donde no había querido ver como gota a gota y de manera subterránea, la 'Ndrangheta estaba penetrando en instituciones, fábricas, bancos, reciclando los enormes ingresos del tráfico ilegal de actividades legales". El personaje de Viola fue escrito específicamente para los Cavallari, pero la historia quiere diferenciarse del ya mencionado "Escuadrón Antimafia", especialmente porque ella, que podría haber sido la protagonista absoluta de la serie de televisión, fue diseñada para vincular la investigación de su equipo con la guerra librada por la familia Marruso. La dirección es de Alessandro Angelini.

## Localización
La ficción se desarrolla en Milán, y fue filmada en Lombardía.